# Kirche Fahrenwalde

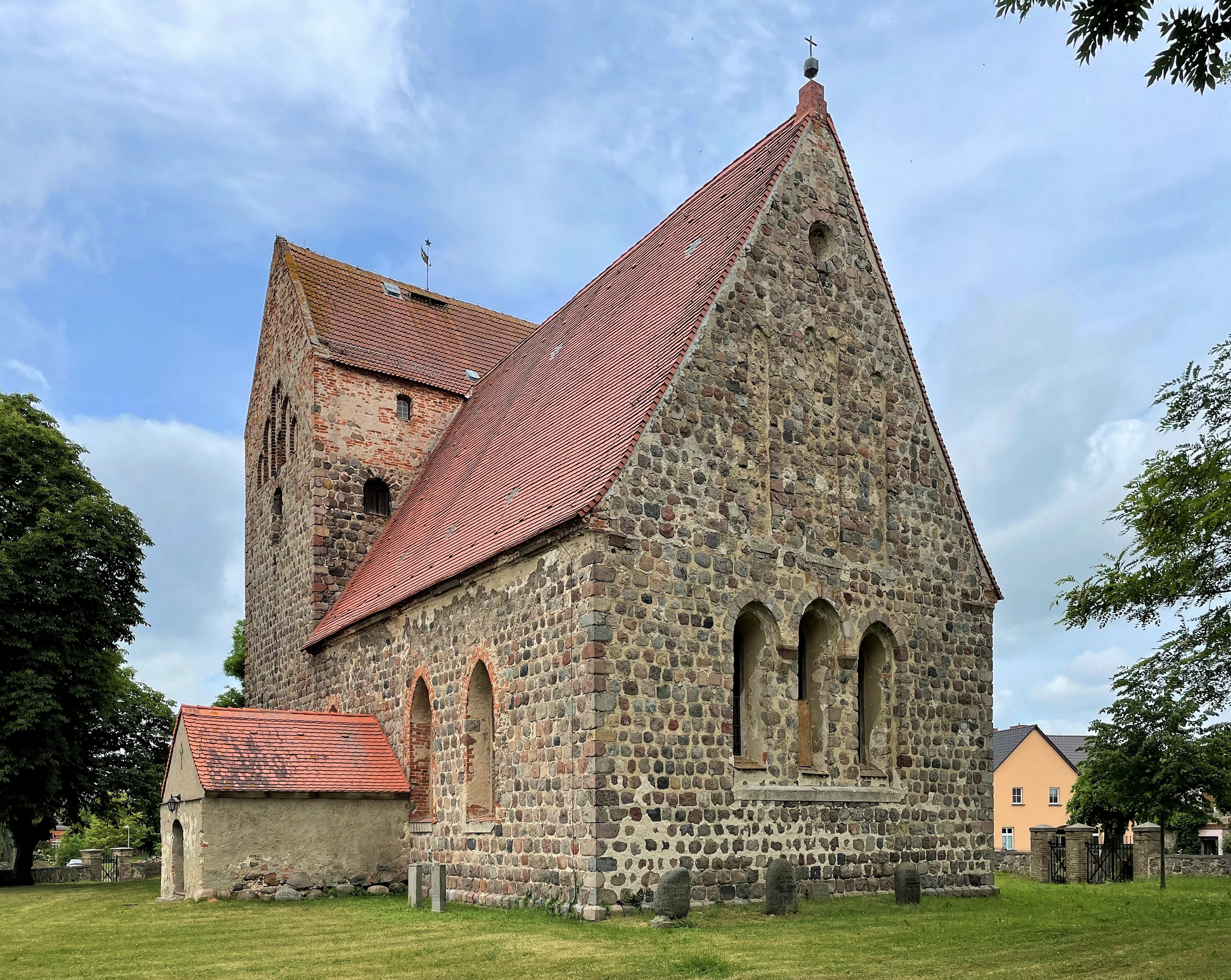
Kirche Fahrenwalde

Die evangelische Kirche Fahrenwalde ist eine Feldsteinkirche aus dem 13. Jahrhundert in Fahrenwalde, einer Gemeinde im Landkreis Vorpommern-Greifswald im Land Mecklenburg-Vorpommern. Die Kirchengemeinde gehört zur Propstei Pasewalk im Kirchenkreis Pommern der Evangelisch-Lutherischen Kirche in Norddeutschland.

## Lage
Die Schulstraße führt von Westen kommend in den historischen Ortskern und als Dorfstraße in südlicher Richtung wieder heraus. An seiner Abzweigung verläuft südlich die Amtsstraße. Die Kirche steht mittig auf diesem Grundstück, das mit einer Mauer aus leicht behauenen und lagig geschichteten Feldsteinen eingefriedet ist.

## Geschichte
Das Bauwerk entstand zum Ende des 13. Jahrhunderts und besaß zu dieser Zeit bereits einen Westturm. Dieser wurde laut Dehio-Handbuch wohl im 15. Jahrhundert um ein Geschoss aufgestockt. Im 17. Jahrhundert entstand an der Südseite eine kleine Vorhalle. Im Jahr 1904 erfolgte eine umfangreiche Restaurierung, bei der die Decke und die Empore erneut bemalt wurden. Außerdem wurde das Gestühl erneuert.

## Baubeschreibung

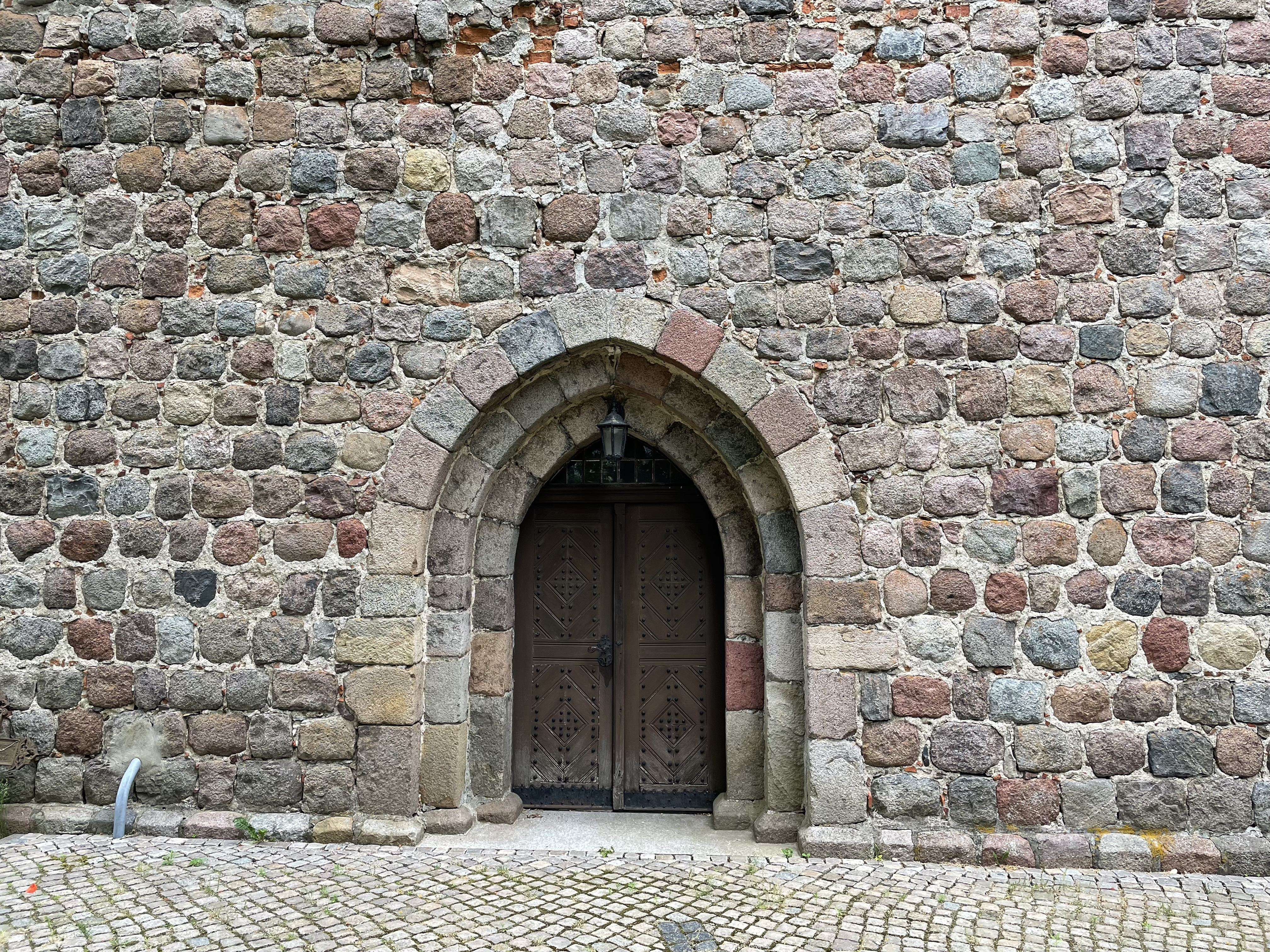
Westportal

Das Bauwerk entstand im Wesentlichen aus Feldsteinen, die behauen und lagig geschichtet wurden. Der Chorschluss ist gerade und besitzt eine mit Zwischenpfeilern und Konsolen verzierte Dreifenstergruppe, von denen das mittlere Fenster leicht überhöht ist. Oberhalb befinden sich im Giebel drei spitzbogenförmige, schlanke Blenden; darüber ein kleines Ochsenauge und eine Turmkugel mit einem Kreuz.
Das Kirchenschiff hat einen rechteckigen Grundriss. An der Nordseite sind drei große und spitzbogenförmige Fenster, ebenso an der Südseite. Allerdings befindet sich zwischen dem mittleren und dem westlich gelegenen Fenster an der Südseite eine verputzte Vorhalle. Sie hat einen rechteckigen Grundriss und kann von Süden her betreten werden. Oberhalb ist ein geschweifter und verputzter Renaissancegiebel. Schiff und Vorhalle tragen ein schlichtes Satteldach.
Der Kirchturm ist querrechteckig und nimmt die volle Schiffsbreite auf. Im unteren Bereich ist er bis auf wenige schlitzförmige Öffnungen fensterlos und kann durch ein dreifach abgetrepptes Westportal betreten werden. Im Glockengeschoss befinden sich an der Westseite zwei, an der Nord- und Südseite je eine bienenkorbförmige Klangarkade. Oberhalb ist ein Aufsatz auf Mauerstein, der mit Blenden an der Nord- und Südseite verziert ist. An der Westseite ist eine Turmuhr; seitlich zwei kleine Öffnungen. Der Turm trägt ein ebenfalls schlichtes, allerdings quergestelltes Satteldach mit Wetterfahne mit einem Drachenkopf und Stern.

## Ausstattung
Der Kanzelaltar entstand zum Ende des 18. Jahrhunderts und besteht aus zwei korinthischen Säulen mit seitlichem Schnitzwerk und Akanthus. Der Schalldeckel ist mit Engelsfiguren sowie Jesus Christus mit Weltenkugel verziert. Seitlich befinden sich zwei Logen mit einer bekrönenden Schnitzerei. Das Bauwerk ist mit einer hölzernen Balkendecke ausgestattet, die mit barocker ornamentaler Malerei verziert ist. Im Turm hängt eine Bronzeglocke mit einem Durchmesser von 66 cm, die Johann Jakob Schultz im Jahr 1708 goss. Außerhalb des Kirchhofs steht ein Denkmal für die Gefallenen der Weltkriege.

## Orgel
Auf der Empore steht eine Orgel, die Barnim Grüneberg im Jahr 1906 errichtete. Das Opus 528 besitzt fünf Register. Laut Orgeldatenbank wurden vermutlich ältere Teile unbekannter Herkunft für das Gehäuse verwendet. Das Instrument wurde 2003 von Ulrich Fahlberg restauriert.
Die Disposition ist wie folgt:
| I Manual C–f3 |            |    |
| 1.            | Principal  | 8′ |
| 2.            | Gedackt    | 8′ |
| 3.            | Salicional | 8′ |
| 4.            | Oktave     | 4′ |

| Pedal C–d1 |         |     |
| 5.         | Subbass | 16′ |